# 八尺镇
八尺镇，是中华人民共和国广东省梅州市平远县下辖的一个乡镇级行政单位。

## 行政区划
八尺镇下辖以下地区：
八尺社区、八尺村、樟田村、角坑村、排下村、肥田村、石峰村、凤头村、笙竹村、南塘村、楼前村和黄沙村。